# Batman (cinesseriado)
Batman (bra: O Morcego; prt: O Homem-Morcego) é um seriado produzido em 1943 pela Columbia Pictures, em 15 capítulos. Foi estrelado por Lewis Wilson como Batman e Douglas Croft como Robin. J. Carrol Naish personificou o vilão, um personagem original denominado Dr. Daka. Outros personagens foram Linda Page, interpretada por Shirley Patterson, o interesse amoroso de Batman, e Alfred, interpretado por William Austin. A trama apresenta Batman como um agente estadunidense na tentativa de derrotar o agente japonês Dr. Daka, no auge da Segunda Guerra Mundial.
O seriado foi inspirado no personagem Batman das histórias em quadrinhos, que fora criado pelo desenhista Bob Kane e pelo escritor Bill Finger, e se notabilizou por ser a primeira vez que Batman apareceu nas telas, e por apresentar detalhes que ajudariam a formar a cultura e o mito popular em torno do personagem. Apresentou, por exemplo, a "Batcaverna" e sua entrada misteriosa. O seriado também mudou a aparência física de Alfred Pennyworth, usada posteriormente, pois no momento em que foi lançado nos cinemas, o Alfred dos quadrinhos estava acima do peso. Após a interpretação de William Austin no seriado, no entanto, os quadrinhos subsequentes o mostraram como Austin, com um pequeno bigode. O seriado foi um grande sucesso, o que influenciou a produção de um novo seriado em 1949, Batman and Robin. Houve um relançamento em 1965, em uma versão denominada An Evening with Batman and Robin, que se tornou tão popular que inspirou a série de televisão Batman, estrelando Adam West e Burt Ward.
Em 1965, o seriado foi relançado em cinemas como An Evening with Batman and Robin, em uma maratona de apresentações.

## Sinopse
Batman e Robin combatem o Dr. Daka, um cientista japonês e agente de Hirohito, que inventou um dispositivo que transforma as pessoas em pseudo-zumbis, e tem sua base em uma “Casa dos horrores”, na área japonesa da cidade. Daka faz várias tentativas para derrotar a dupla dinâmica antes de finalmente cair para sua morte, quando Robin escolhe a opção incorreta, abrir um alçapão para um poço de crocodilos.

## Elenco
- Lewis Wilson – Batman/Bruce Wayne
- Douglas Croft – Robin/Richard 'Dick' Grayson
- J. Carrol Naish – Dr. Tito Daka
- Shirley Patterson – Linda Page
- William Austin – Alfred Pennyworth
- Robert Fiske – Foster
- Pat O'Malley - Policial (não creditado, cap. 6 e 15)
- George Chesebro	...	Brennan (não creditado)
- Tom London ... Andrews (não creditado)
- Harold Miller ... Dono do restaurante (não creditado)

## Produção
O filme foi produzido durante a Segunda Guerra Mundial e, assim como muitos trabalhos populares de ficção da época, continha sentimentos anti-germânicos e anti-nipônicos, traduzidos através de alguns comentários (em uma cena, por exemplo, um dos capangas de Daka lhe diz: "That's the kind of answer that fits the color of your skin" ("esse é o tipo de resposta que se ajusta à cor de sua pele”). O filme também sofreu com um orçamento baixo, assim como outras séries contemporâneas. Nenhuma tentativa foi feita para criar o Batmóvel, portanto, um Cadillac preto foi utilizado por Bruce Wayne e Dick Grayson, como Batman e Robin. Alfred era motorista, também, da dupla dinâmica em ambas as identidades.
Enquanto muitos seriados foram alterados durante a adaptação, muitas vezes melhorados de forma a ficarem irreconhecíveis, no caso de Batman as mudanças foram menores. Uma limousine normal substituiu o Batmóvel, os cintos de utilidade estão presentes, mas não utilizados, e Batman é um agente secreto do governo no seriado, ao invés de um vigilante independente. Esta última mudança foi devido à censura do filme, que não permitiria que o herói tomasse a lei em suas próprias mãos.
Vários erros de continuidade ocorrem no seriado, como Batman perdendo sua capa em uma luta, mas usando-a novamente após o filme, apenas brevemente cortada.
A imprensa anunciou-o como um “Super-seriado”, e como a maior produção da Columbia Pictures até então. O estúdio deu à campanha publicitária o peso equivalente a de um longa-metragem.

## Cliffhangers
A qualidade dos cliffhangers varia de acordo com cada episódio. O capítulo 10 termina com Batman em um acidente de avião, mas na resolução Batman simplesmente cambaleia para fora dos destroços, um pouco tonto, mas ileso. Nas palavras de Jim Harmon e Donald Glut, “poderia ter sido uma comédia silenciosa”.

## Lançamento

### Cinemas
Batman teve seu lançamento em 16 de julho de 1943. Em 1965, o seriado foi relançado em cinemas como An Evening with Batman and Robin, em uma maratona de apresentações. Essa reapresentação alcançou tanto sucesso que motivou a criação da série de TV dos anos 1960, Batman, estrelada por Adam West e Burt Ward.

### Mídia
O seriado foi lançado em vídeo nos anos 1980, em uma edição em que foi removido o conteúdo ofensivo racial. David Scapperotti, um revisor da revista Cinefantastique, comentou: “as revisões não são surpreendentes, quando você considera que a Columbia é agora propriedade da Sony Corporation japonesa. Parece-me que alguns dos agentes de Daka escaparam da justiça de Batman e foram recompensados com cargos no novo departamento George Orwell da Universidade de Columbia. Sem dúvida podemos esperar para ver The Bridge on the River Kwai, de David Lean relançado como a história de um trabalho de construção cooperativa anglo-japonês alegre interrompida pelos imperialistas americanos terroristas”. No entanto, em 1989, a TV a cabo The Comedy Channel exibiu o seriado sem cortes e sem censura. A TV a cabo American Movie Classics fez o mesmo na década de 1990, nas manhãs de sábado.
A Sony lançou o seriado em DVD em outubro de 2005, em uma versão não editada, com exceção do capítulo 2, em que está faltando a seqüência do próximo capítulo. O seriado também foi lançado nos formatos de filme durante a década de 1960 e 1970:
- 1960: Uma versão muda abreviada. A série completa foi editada em seis capítulos (disponíveis em Super-8 e 8 milímetros) com 10 minutos cada. Um sétimo rolo de três minutos, intitulado "Batman's Last Chance", com cenas de ação também foi emitido.
- 1970: O seriado completo em 15 capítulos (em seu formato original inalterado) foi lançado em uma edição sonora em Super-8.

## Crítica
Stedman observa que o seriado “ganhou boa cobertura da imprensa”, mas “dificilmente a mereceu”, passando a descrevê-lo como uma “farsa não intencional”. Harmon e Glut descrevem Batman como “um dos seriados mais ridículos já feitos”, apesar de sua “franca simplicidade”. Foi, no entanto, popular o suficiente para uma sequência, Batman and Robin, em 1949.
Alguns elementos do seriado a atrair particular atenção desses críticos foram a performance de Lewis Wilson como Batman, pois enquanto seu rosto lembrava o de Bruce Wayne e desempenhara seu papel com sinceridade, eles consideraram seu físico não atlético e sua voz era muito alta e com um sotaque de Boston; aos atores e seus dublês faltaram o “estilo e a graça” dos personagens de quadrinhos seus equivalentes; os trajes não foram considerados convincentes e, embora o traje de Batman tenha sido baseado em sua primeira aparição, a crítica o considerou muito folgado e “coberto por um par de chifres de diabo”.
Will Brooker comenta em Batman Unmasked: Analyzing a Cultural Icon que, embora a representação dos personagens japoneses era sem dúvida racista para os padrões modernos, Batman, ele mesmo, tem pouco contato direto com eles e não expressa nenhum sentimento racista ou patriótico próprio. Brooker supõe que tais elementos são susceptíveis de terem sido adicionados como um adendo, a fim de tornar o filme mais atraente para o público da época, e que a realização de um filme patriótico ou nacionalista não era a intenção original dos cineastas.

## Influências
An Evening with Batman and Robin foi especialmente popular em cidades universitárias, e tal sucesso levou à criação da série de TV Batman. A narração da abertura e fechamento de cada capítulo deste e de outros seriados da Columbia Pictures foi especialmente o modelo que foi parodiado na série televisiva.
O sucesso do relançamento e da subsequente série de TV levou à produção de outra série televisiva baseada em seriado, The Green Hornet, inspirado no seriado The Green Hornet, de 1940. A série foi veiculada como sendo de mistério e ação, “na tradição de suas apresentações anteriores” e foi também muito popular com o público, mas durou apenas uma temporada devido aos custos de produção significativamente maiores. O fracasso de The Green Hornet levou à crença de que refilmagens similares de seriados não seriam possíveis no mercado de televisão da época, e nenhuma nova série foi produzida.

## Capítulos
1. The Electrical Brain
2. The Bat's Cave
3. The Mark of the Zombies
4. Slaves of the Rising Sun
5. The Living Corpse
6. Poison Peril
7. The Phoney Doctor
8. Lured by Radium
9. The Sign of the Sphinx
10. Flying Spies
11. A Nipponese Trap
12. Embers of Evil
13. Eight Steps Down
14. The Executioner Strikes
15. The Doom of the Rising Sun

Fonte: